# 大仏見富士
大仏見 富士（おおふみ とし、1978年3月27日 - ）は、神奈川県横浜市生まれの日本の俳優、タレント、小説家である。

## 経歴
大仏見は、就職前に会社が倒産したことをきっかけにアメリカを3か月間放浪し、帰国後に群馬の工場に勤務した。その後、陸上自衛隊に入隊し、新潟の高田駐屯地の第二普通科連隊に勤務した。一任期(2年)を終えた後、フランス外人部隊に入隊したが約10か月で脱走した。帰国後はIT企業に勤務。

## 出演

### 映画
- ファーストミッション（2022年5月6日公開） - インディ 役[3]

### テレビ番組
- 激レアさんを連れてきた。 (2018年6月25日放送) -『ただムッキムキになりたいという薄い理由でフランス外人部隊に入っちゃった人』

### ラジオ番組
- GOLD RUSH (2018年7月20日放送) -『謎の冒険家、大仏見富士さんが登場！』

## 書籍

### 小説
- 自衛隊入隊日記 完全版(2018年) - 学研プラス ISBN 978-4-05-406670-0

### マンガ
- 僕と鬼軍曹(2018年) - GetNavi webに連載された1話〜4話の総集編[4]

## 雑誌

### 連載
- 『シックスサマナ』(第15号〜第27号) - フランス外人部隊日記

### インタビュー
- 週刊プレイボーイ

2017年12月11日号 (2017年11月27日発売) - ビール瓶で殴打!! さらに素手で30発どころじゃない!! 本当にあった!! 軍隊式エクストリームしごき!!
2018年2月5日号 (2018年01月22日発売) - 自衛隊次期制式拳銃総選挙!!
2018年3月26日号 (2018年03月12日発売) - 災害時にも使える最強の非常食！ 世界の”戦闘糧食”コレクション
2018年4月23日号 (2018年04月09日発売) - 新生活で大活用できる！ 絶対に居眠りしない「軍隊式」眠気防止テクニック
2018年5月14日号 (2018年04月23日発売) - 愛媛発!! リアル「プリズン・ブレイク」私なら、こう捕まえる!!
週刊プレイボーイ 33・34合併号(2021年08月02日発売) - リリー・フランキーの人生相談 シーズン2